# Michał Studniarek
Michał Studniarek (ur. 10 sierpnia 1976 w Warszawie) – polski pisarz, tłumacz i historyk, autor fantasy i horroru.

## Życiorys
Był członkiem Klubu Tfurców, należał do efemerycznej Asocjacji Polskich Pisarzy Fantastycznych założonej w 1999 przez Eugeniusza Dębskiego. W 2000 ukończył studia historyczne na Uniwersytecie Warszawskim. Pracę magisterską Zjawiska cudowne związane z działalnością militarną w polskiej historiografii średniowiecznej napisał pod kierunkiem Jacka Banaszkiewicza.
Debiutował opowiadaniem Ciche miejsce dla Alex, które ukazało się w Legendzie (nr 1/1998), publikował opowiadania grozy i fantasy, m.in. na łamach Click! Fantazja/Fantasy i Fahrenheita oraz w antologiach, m.in. Robimy rewolucję (2000), Strefa mroku (w roku 2011 opowiadanie „Czas nie czeka na nikogo” zostało opublikowane w japońskiej antologii fantastyki krajów wschodnioeuropejskich, „Jikan wa daremo matte kurenai”, wydanej przez wydawnictwo Tokyo Sogensha), współpracował z pismami Fenix i Magia i Miecz. Był jednym z autorów gry fabularnej Wiedźmin: Gra wyobraźni (2001 – pozostali autorzy Michał Marszalik, Maciej Nowak-Kreyer, Tomasz Kreczmar).
Jego jedyna powieść Herbarta z kwiatem paproci, która ukazała się w 2004 nakładem wydawnictwa Runa, jest jedną z pierwszych polskich powieści z podgatunku urban fantasy (obok wydanej w 2003 Baszty czarownic Krzysztofa Kochańskiego), stanowiła próbę przełamania powszechnie istniejącego w literaturze fantasy paradygmatu. Akcja umiejscowiona jest w cyberpunkowej Warszawie przyszłości, w której równocześnie istnieje świat rodem z przedchrześcijańskiej mitologii słowiańskiej. Bohaterami są m.in. postacie ze słowiańskich legend (np. utopiec, leszy, domowik), protagoniści noszą też imiona i przyjmują role wzięte z Balladyny Juliusza Słowackiego, utworów Williama Shakespeare’a, a np. demony zwane skierkami zamieszkują sieć komputerową. Powieść doczekała się także krytycznego omówienia Jacka Dukaja, który doceniając pomysł wyjściowy, krytycznie ocenił tak jego niedostateczne wykorzystanie w fabule, jak i samą konstrukcję powieści, zarzucając, że jest to bardziej łańcuch "łączonych wyraźnie na siłę" epizodów.
Mieszka w Warszawie, pracuje jako tłumacz. Tłumaczył m.in. książki Evana Currie, Jeffa Grubba, Richarda A. Knaaka, R.A. Salvatore’a, Davida Webera i Rogera Zelazny’ego.

## Publikacje

### Powieść
- Herbata z kwiatem paproci. (Runa 2004)[15]

### Opowiadania
- Ciche miejsce dla Alex. („Legenda” 1/1998)
- Cyfra priorytetu. („Legenda” 2/1998)
- Gucio. (antologia Robimy rewolucję, Prószyński i S-ka, 2000)
- Twarz na każdą okazję. (antologia Strefa Mroku, dodatek do „Clicka! Fantasy” 5/2002)
- Necropolice. (Click! Fantasy 2/2002)
- Necropolice: Poradnik dla bohaterów horrorów., (Click! Fantasy 4/2002)
- Necropolice: Sprawy rodzinne., (Click! Fantasy 4/2003)
- Czarna wygrywa, czerwona przegrywa., (Science Fiction 5/2005)
- Czas nie czeka na nikogo. (antologia Niech żyje Polska, hura!, t. 1, Fabryka Słów 2006)
- Mój własny smok. (antologia Księga smoków, Runa 2006)[16]
- Zupełnie inny świat. (antologia Księga strachu 2, Runa 2007)[17]
- Jeźdzec wiwern (antologia Wolsung, Van Der Book 2015)[18]
- Ostatni wynalazek profesora Dimona (antologia Ostatni dzień pary II, Historia Vita 2017)[18]
- Dziewczyna z chlebem (antologia Fantazmaty 2, Fantazmaty 2018)[18]
- Czarodziejskie ziarno (antologia Tarnowskie Góry fantastycznie 2, Almaz 2020)
- Teraz nie ma czasów (antologia Rzecz niepospolita, Alpaka 2021)